# 圣维多圣殿 (瓦雷泽)
圣维多圣殿（Basilica Collegiata di San Vittore）是一座天主教宗座圣殿，位于意大利伦巴第大区瓦雷泽市中心，供奉圣维多，毗邻巴洛克风格的圣维多钟楼和哥特式风格的圣若翰洗礼堂。
1925年5月，教宗庇护十一世将其升格为宗座圣殿。

## 历史
该堂建于十六世纪上半叶至十七世纪，毗邻14世纪的圣若翰洗礼堂。.
建造发生在三个不同的时期： 
- 圣所，风格主义-文艺复兴式样，建于十六世纪上半叶，1542年祝圣；[4]
- 教堂主体：由建筑师佩莱格里诺·蒂巴尔迪设计，1580年至1625年间在朱塞佩·贝纳斯科内的指导下建造，风格主义的外表[4]；
- 新古典主义风格的立面，由皮尔马里尼的学生利奥波德·波拉克建于1788-1791年[2]。洛多维科·波利亚吉在二十世纪进行了少量的增补。[4].

巴洛克-风格主义的圣维多钟楼，在17世纪至18世纪曾数次改建。
1859年5月30日，瓦雷泽战役中，陆军元帅卡尔·冯·厄本指挥的奥匈帝国皇家陆军向该堂发射大炮，作为对该市拒绝支付一笔钱作为对该城市的补偿的报复。在圣殿的南墙上，有一颗子弹，作为对意大利統一的纪念。

## 外观
该堂为拉丁十字平面，白色大理石立面朝东，十八世纪晚期新古典主义风格，有四根巨大的柱子。

## 内部

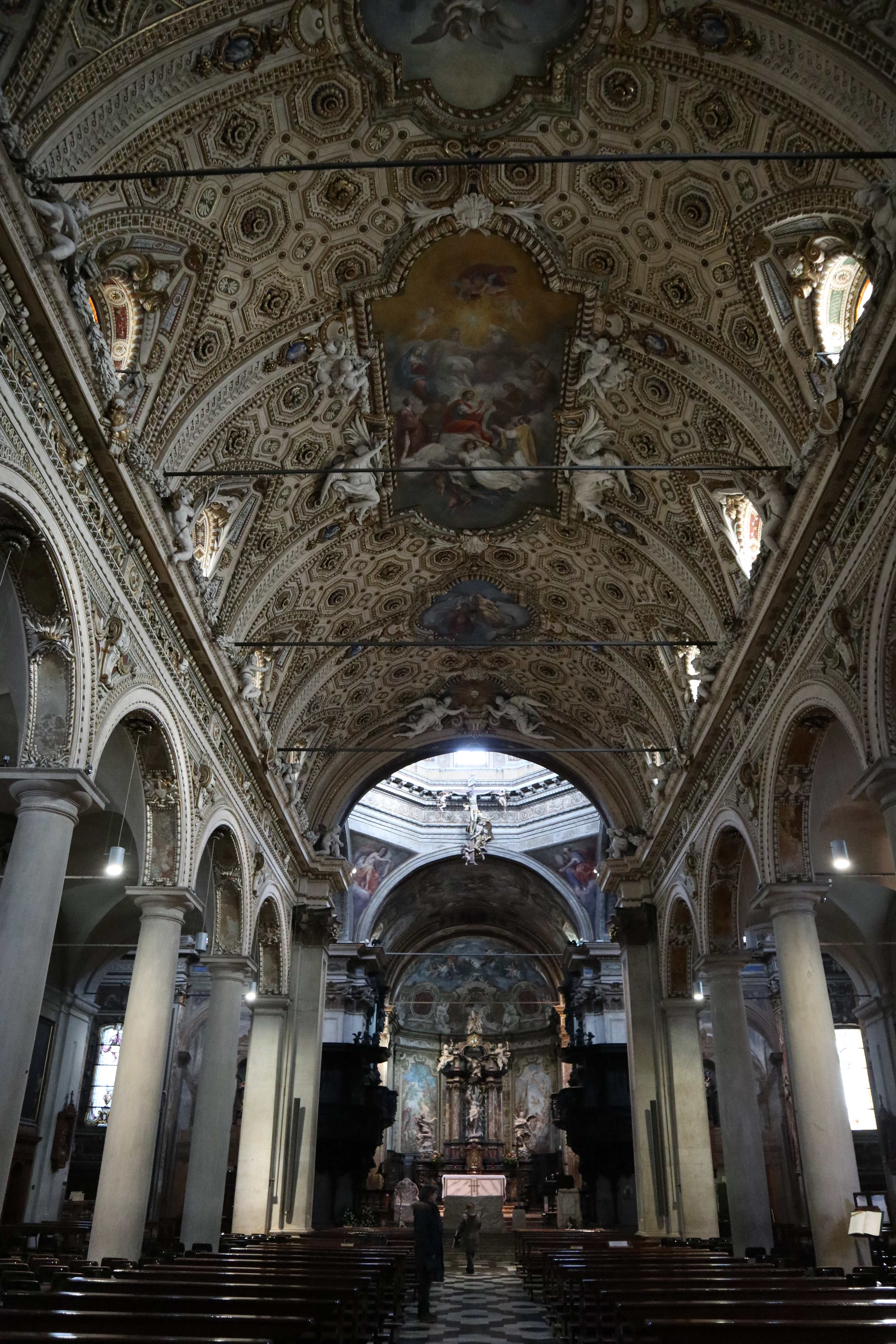

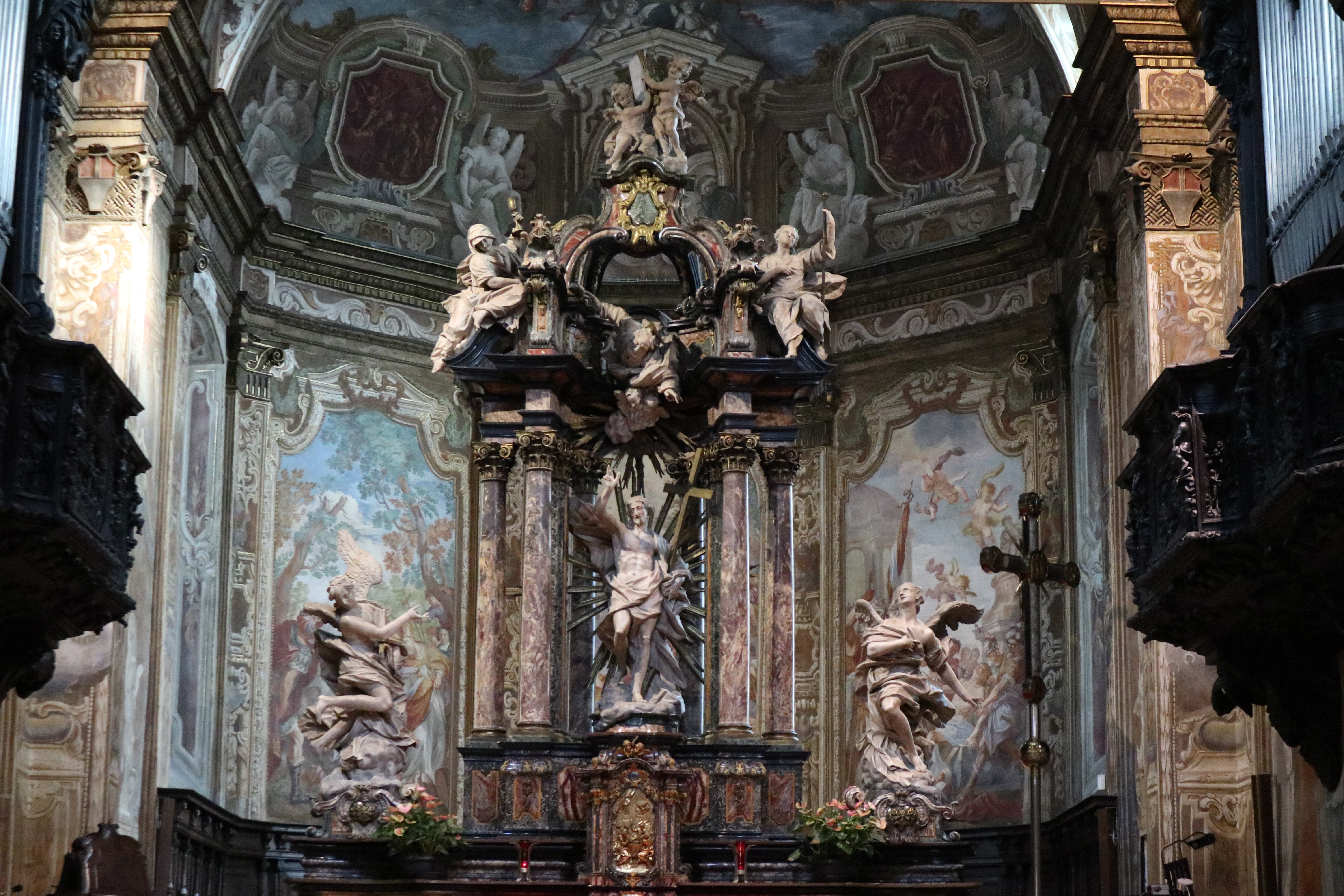

该堂拥有大量的壁画和祭坛画，庄重而严肃，展示乐天主教生活方式的详尽图像。这一选择也务实地考虑了瓦雷泽的位置，瓦雷泽是一座位于中欧和米兰之间主要交通路线沿线的城市，大商人（通常是新教徒）经常光顾这里。几个世纪以来，产生了各种风格的混合，但总体上是和谐的。
圣所为多边形平面，是该堂最古老的部分，可以追溯到16世纪。正祭台是1734年至1742年间，由雕塑家维朱的布齐和米兰建筑师巴托洛梅奥·波拉完成，伦巴第洛可可风格。 大理石雕像的中心是“基督复活”，两侧是“天使”，由彼得罗·安东尼奥·马加蒂设计。.
拱顶湿壁画“圣维多的荣耀”由乔瓦尼·吉索菲绘制于1675年，墙上的“圣维多殉道场景”，由萨尔瓦托雷·比安奇于1692年创作。
该堂藏有伦巴第巴洛克画派的珍贵作品：尤其是卡洛·弗朗西斯科·努沃隆（1609-1662）、弗朗西斯科·开罗（1607-1665）和乔瓦尼·巴蒂斯塔·克雷斯皮（1573-1632）的画作。在右侧第一座小堂圣额我略小堂，有1615年著名的《圣额我略的弥撒》，被认为是费德里科·博罗梅奥枢机主教时代伦巴第画派的杰作之一
圣所旁咏经席的管风琴建于1936年，有三层手键盘和踏板。

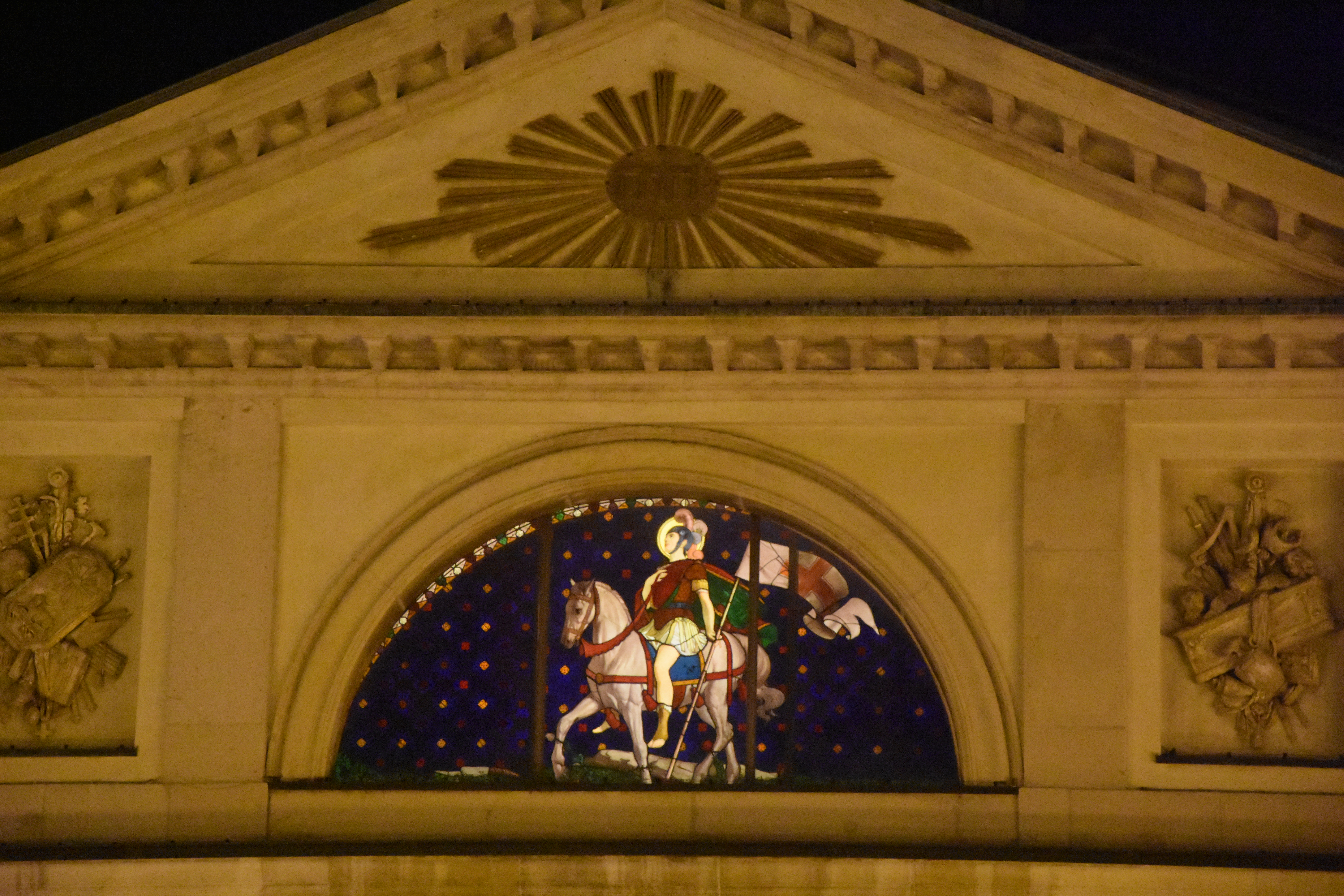
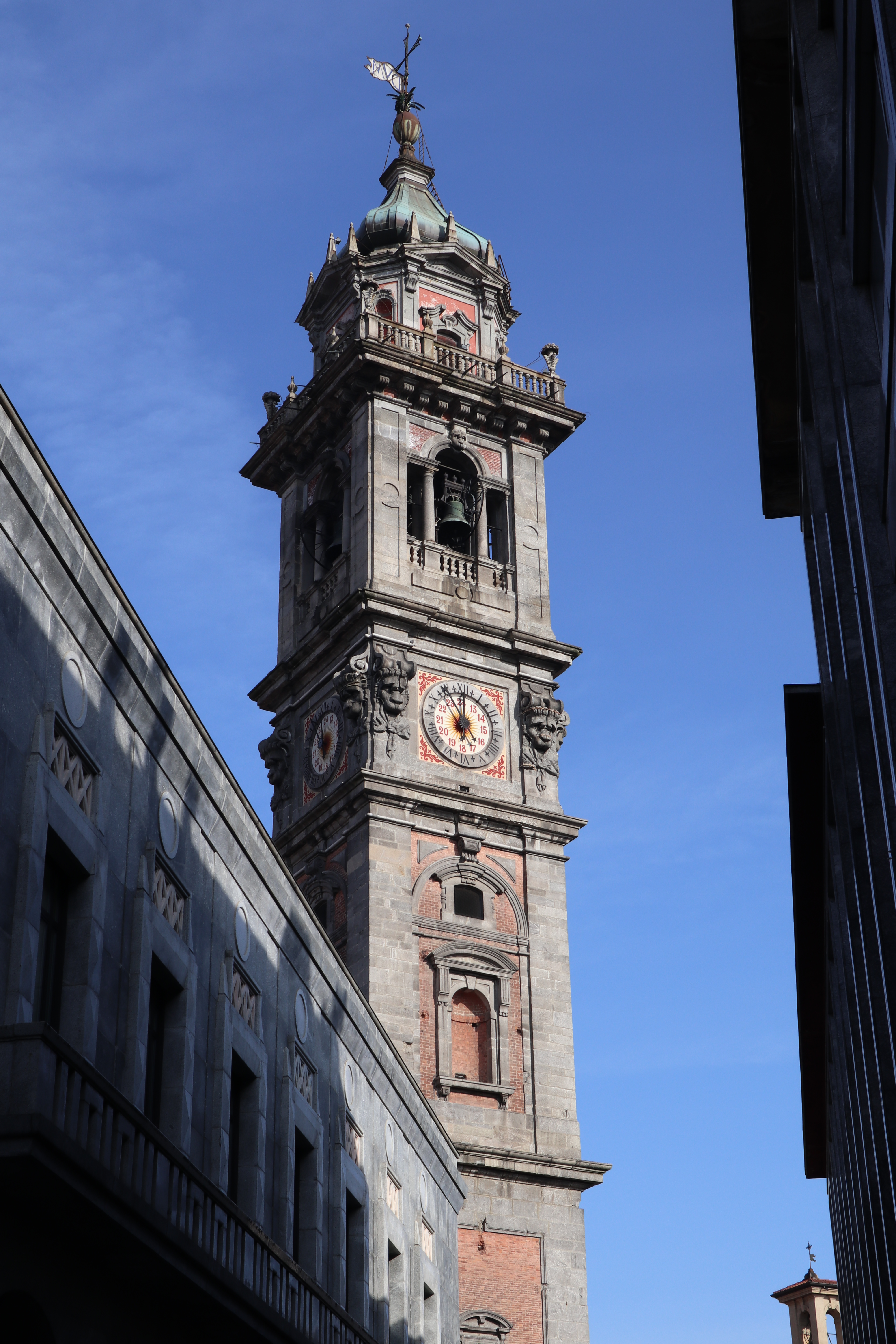
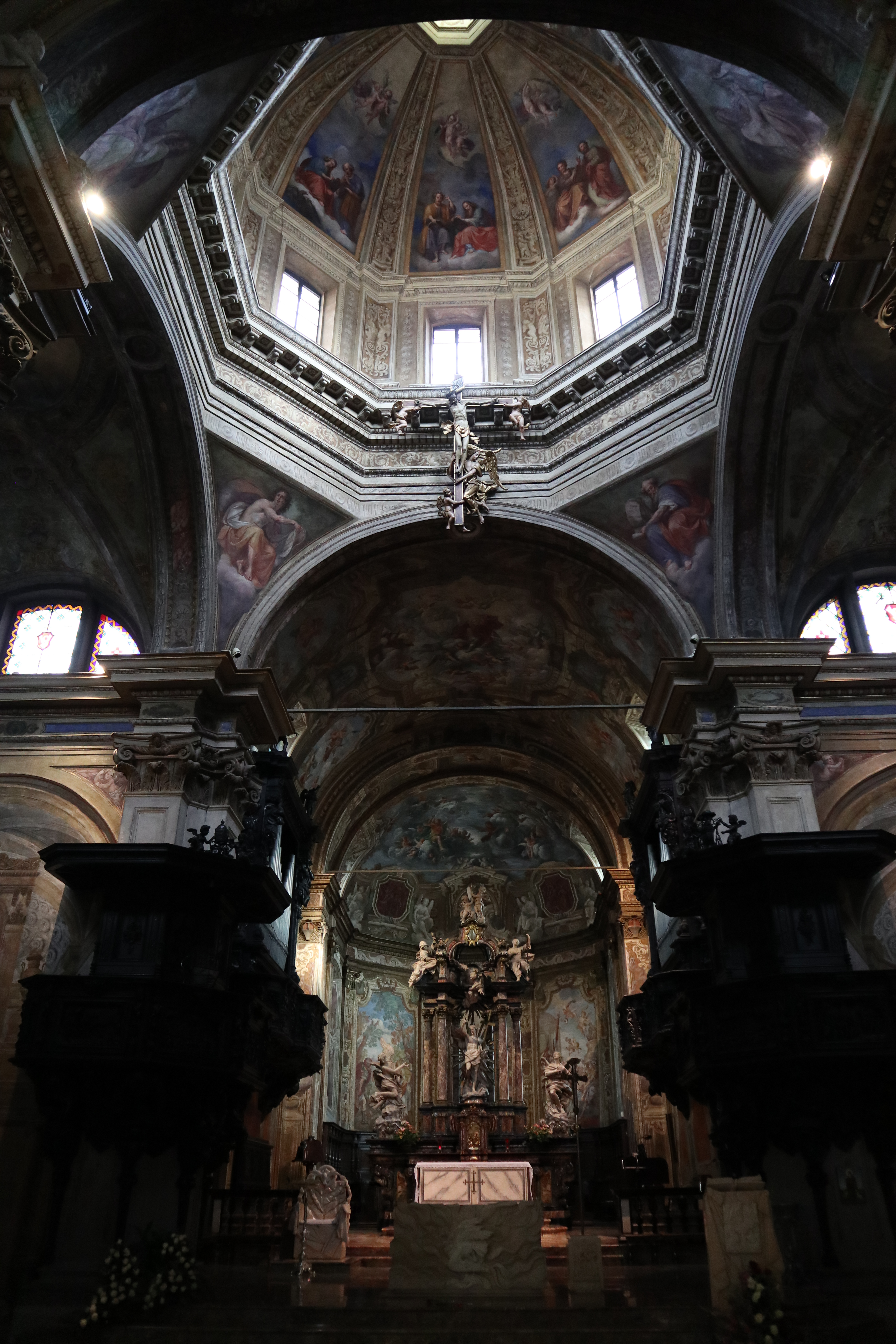
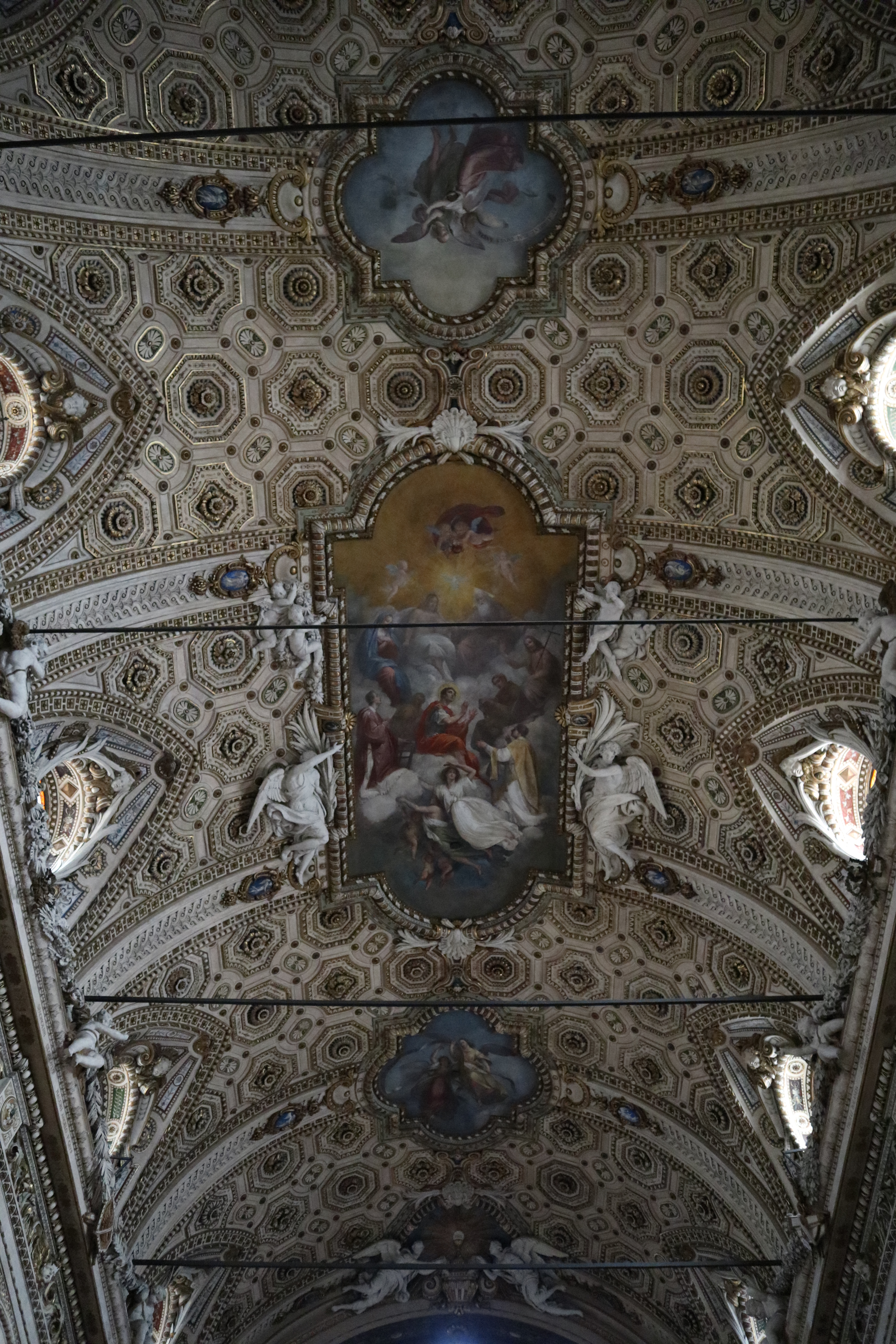
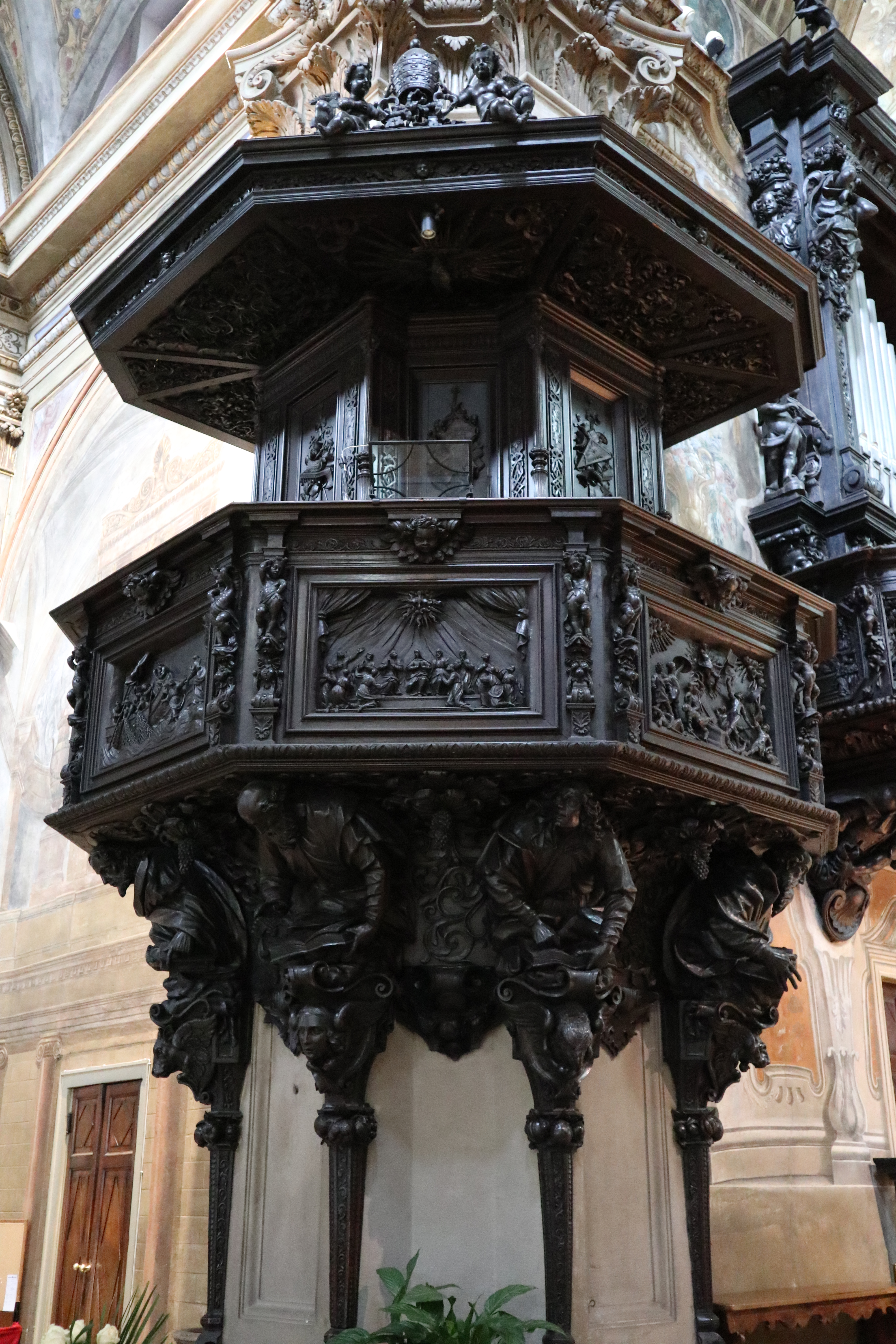
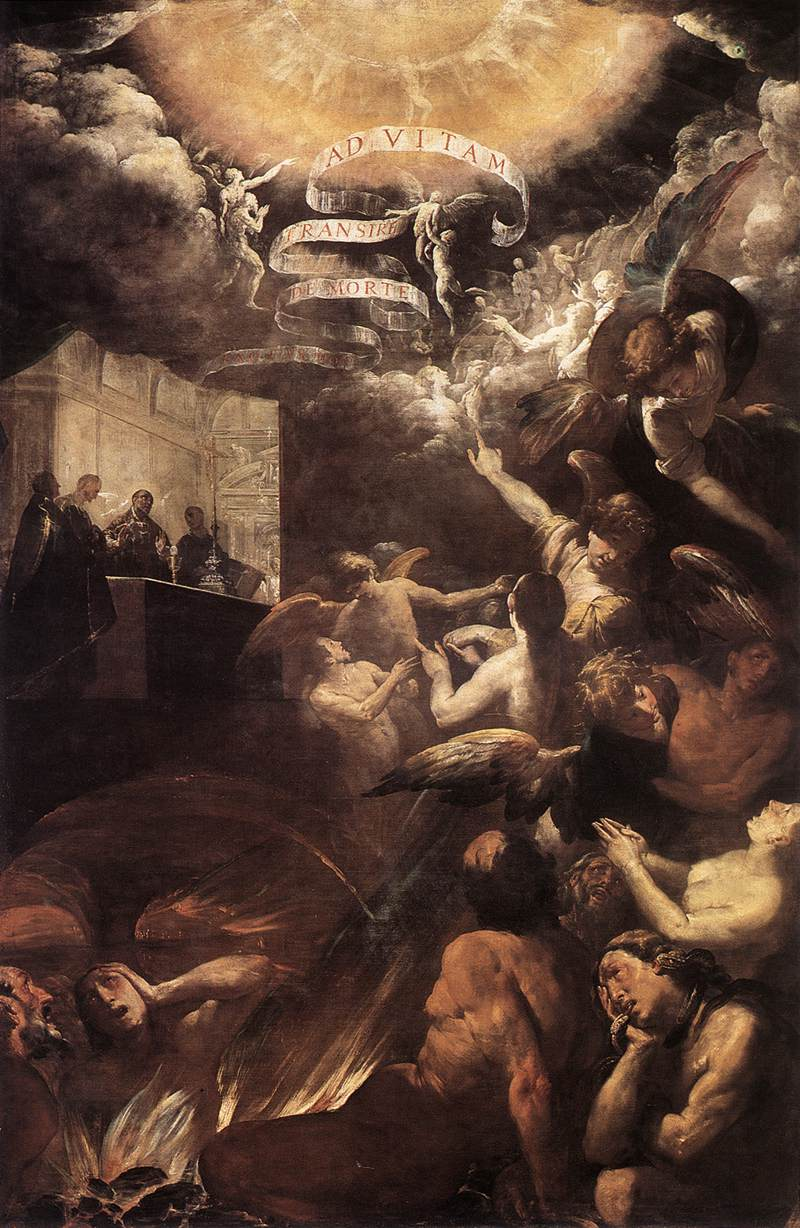